# Ключ (оповідання)
«Ключ» (англ. The Key) — науково-фантастичний детектив американського письменника  Айзека Азімова, вперше опублікований у жовтні 1966 року журналом «The Magazine of Fantasy & Science Fiction». Увійшов до збірки «Детективи Азімова» (1968).

## Сюжет
Двоє дослідників Місяця Дженінгс і Штраус знаходять позаземний прилад, однією з функцій якого є передача думок. Штраус є членом таємної організації «ультра», яка планує скоротити населення Землі до 5 млн обраних осіб, щоб захистити її від перенаселення. Він хоче заволодіти приладом для своєї організації і завдає поранення Дженінгсу, але тому вдається втекти і заховати прилад десь на поверхні Місяця. Вмираючий Дженінгс залишає записку із закодованою підказкою, розраховуючи, що «ультра» не зможуть її зрозуміти.
| {\displaystyle XY^{2}} {\displaystyle PC/2} {\displaystyle =} {\displaystyle F/A} {\displaystyle SU} {\displaystyle C-C} |  | {\displaystyle \uparrow } |

Пересторога Дженінгса є виправданою, оскільки один із двох детективів на Місяці, що розслідують цю справу, теж виявляється членом «ультра». Детектив Сатен Давенпорт на Землі вважає, що кожен з рядків означає один із кратерів на Місяці, в нього є декілька варіантів розшифрування, але він не розуміє загальної картини підказки. Пошуки у цих кратерах не дають результатів.
Дізнавшись, що Дженінгс був студентом Вендала Ерса (англ. Wendell Urth), детектив інтерпретує стрілку направлену на знак Землі, як указівку звернутись до професора.
Професор довго не може пригадати Дженінгса, але врешті пригадує того, як скромного студента, який складав невдалі каламбури. Потім він довго пояснює детективу, яку послугу він хоче взамін на розгадування підказки. І нарешті повідомляє, що не може точно вказати назви кратерів. Коли розчарований детектив вже хоче йти, він повідомляє, що знає де захований прилад.
Відповідь професора базується на двох припущеннях:
1. записка є «ключем» до знаходження приладу;
2. Дженінгс, за допомогою посилюючої дії приладу, цього разу склав вдалий каламбур.

Ерс розповідає про монаха, що був учителем астронома, який дав назву першим кратерам на Місяці. Цей астроном назвав найбільший кратер на честь свого вчителя. Монаха звали Christoph Klau (прізвище англ. Klau та слово англ. clue «ключ» звучать однаково), він потім латинізував своє прізвище на Clavius (лат. clavis означає ключ). Професор пропонує пошукати прилад у кратері Клавій — в точці, у якій Земля знаходиться вертикально над головою.
Також Ерс повідомляє, що «ультра» не зможуть користуватись приладом, оскільки вони не мають сентиментальних почуттів, а прилад відкликається тільки на почуття ніжності.